# Cornelius Van Steenwyck
Cornelius Steenwyck (Haarlem, 16 marzo 1626 – New York, 21 novembre 1684) è stato un politico olandese, 4° e 14° di sindaci di New York, noto anche come Cornelis Steenwijck, Cornelius Steenwyk, e Van Steenwyk.